# El Quemado, Guerrero
El Quemado är en ort i Mexiko.   Den ligger i kommunen Atoyac de Álvarez och delstaten Guerrero, i den södra delen av landet, 280 km söder om huvudstaden Mexico City. El Quemado ligger 583 meter över havet och antalet invånare är 815.
Terrängen runt El Quemado är lite bergig. Runt El Quemado är det ganska glesbefolkat, med 30 invånare per kvadratkilometer. Närmaste större samhälle är Atoyac de Álvarez, 15,3 km väster om El Quemado. I omgivningarna runt El Quemado växer huvudsakligen savannskog.